# Juan Carlos Toja
Juan Carlos Toja (ur. 24 maja 1985 w Bogocie) – piłkarz kolumbijski grający na pozycji pomocnika. Od 2010 roku jest piłkarzem Arisu Saloniki. W reprezentacji Kolumbii zadebiutował w 2008 roku. Do tej pory rozegrał w niej trzy mecze (stan na 26.12.2011).